# Treposellidae
De Treposellidae zijn een familie van uitgestorven kreeftachtigen uit de klasse van de Ostracoda (mosselkreeftjes).

## Geslachten
- Hibbardia Kesling, 1953 †
- Kozlowskiella Pribyl, 1953 †
- Mesomphalus Ulrich & Bassler, 1913 †
- Parakozlowskiella Adamczak, 1968 †
- Phlyctiscapha Kesling, 1953 †
- Phlyctiscaphella Krandijevsky, 1963 †
- Pseudophlyctiscapha Zenkova, 1995 †